# Grand Prix van de Elzas 1947
De Grand Prix van de Elzas 1947 was een autorace die werd gehouden op 3 augustus 1947 in Straatsburg.

## Uitslag
| Positie | No. | Rijder                | Team          | Ronden | Tijd/Opgave     |
| ------- | --- | --------------------- | ------------- | ------ | --------------- |
| 1       | 8   | Luigi Villoresi       | Maserati      | 85     | 2:45:41.9       |
| 2       | 16  | Yves Giraud-Cabantous | Talbot-Lago   | 85     | +1:13.8         |
| 3       | 18  | Louis Rosier          | Talbot-Lago   | 82     | +3 ronden       |
| 4       | 22  | Henri Louveau         | Maserati      | 82     | +3 ronden       |
| 5       | 14  | Charles Pozzi         | Talbot-Lago   | 82     | +3 ronden       |
| 6       | 4   | Eugène Chaboud        | Delahaye      | 81     | +4 ronden       |
| 7       | 20  | "Raph" Pierre Levegh  | Maserati      | 80     | +5 ronden       |
| 8       | 26  | Pierre Meyrat         | Delahaye      | 75     | +10 ronden      |
| 9       | 28  | Edmond Mouche         | Talbot-Lago   | 72     | +13 ronden      |
| DNF     | 30  | Maurice Varet         | Delage        | ?      | Motor           |
| DNF     | 32  | Jean-Pierre Wimille   | Simca-Gordini | ?      | Remmen          |
| DNF     | 10  | Alberto Ascari        | Maserati      | ?      | Ventiel         |
| DNF     | 12  | Louis Chiron          | Maserati      | ?      | Versnellingsbak |
| DNF     | 24  | Antonio Branca        | Maserati      | ?      | ?               |
| DNF     | 36  | Jean Brault           | Delahaye      | ?      | ?               |
| DNF     | 6   | Pierre Levegh         | Maserati      | ?      | ?               |

Rijders waarvan de positie is aangegeven met DNF hebben niet de finish bereikt. Van met ? aangeduide velden zijn geen gegevens voorhanden.